# Habitatge al carrer Nou, 6 (Vilamitjana)
L'Habitatge al carrer Nou, 6 és un edifici de Tremp (Pallars Jussà) protegit com a Bé Cultural d'Interès Local.

## Descripció
Es tracta d'un edifici entre mitgeres de planta baixa i tres pisos amb dues façanes, una al carrer Nou i l'altre al carrer Major. La façana del carrer Nou té una portalada amb arc adovellat que ha perdut els brancals originals de pedra. Als pisos superiors les obertures existents no s'ordenen en eixos verticals ben definits, i mostren una distribució caòtica.